# Nagar (État princier)
~1300–1974
Entités précédentes :
- Empire sikh

Entités suivantes :
- Pakistan

Nagar ou Nagir (en ourdou : ریاست نگر, Riyasat Nagar) est un ancien État princier des Indes, correspondant à l'actuel district de Nagar.
L’État de Nagar est fondé au fondé du XIVe siècle. Son souverain est appelé « Mir Tham ». De 1877 à 1947, Nagar est inféodé au Jammu-et-Cachemire.
Le 19 novembre 1947, son dernier souverain Showkat Ali Khan choisit de rejoindre le Pakistan. Le 25 septembre 1974, l’État disparait quand il est intégré aux Territoires du Nord. Selon le recensement de 1941, la population de l’État s'élevait à 14 874 habitants. 